# Danh sách khu vực chính quyền địa phương tại Victoria

Sơ đồ các khu vực chính quyền địa phương tại Victoria

Đây là danh sách 79 khu vực chính quyền địa phương (LGA) cấp cơ sở tại tiểu bang Victoria, Úc. Danh sách này xếp theo phân vùng địa lý của tiểu bang. Để tìm hiểu lịch sử hình thành và vai trò của chính quyền cơ sở tại Victoria, xem Chính quyền địa phương tại Victoria.

## Các khu vực chính quyền địa phương xếp theo vùng

### Vùng đô thị Melbourne (Đại Melbourne)
| Chính quyền địa phương      | Chính quyền địa phương        | Trụ sở hội đồng | Vùng        | Thành lập            | Diện tích km² | Dân số (2015) | Số nghị viên (2012) | Bản đồ |  |
| Tên gọi                     | Tên tiếng Anh                 | Trụ sở hội đồng | Vùng        | Thành lập            | Diện tích km² | Dân số (2015) | Số nghị viên (2012) | Bản đồ |  |
| --------------------------- | ----------------------------- | --------------- | ----------- | -------------------- | ------------- | ------------- | ------------------- | ------ |  |
| Thành phố Melbourne         | City of Melbourne             | Melbourne       | Nội thị     | 12 tháng 8 năm 1842  | 37            | 14            | 128.980             | 11     |  |
| Thành phố Port Phillip      | City of Port Phillip          | St Kilda        | Nội thị     | 22 tháng 6 năm 1994  | 21            | 8             | 107.127             | 7      |  |
| Thành phố Stonnington       | City of Stonnington           | Malvern         | Nội thị     | 22 tháng 6 năm 1994  | 26            | 10            | 107.941             | 9      |  |
| Thành phố Yarra             | City of Yarra                 | Richmond        | Nội thị     | 22 tháng 6 năm 1994  | 20            | 8             | 89.151              | 9      |  |
| Thành phố Banyule           | City of Banyule               | Ivanhoe         | Ngoại thành | 15 tháng 12 năm 1994 | 63            | 24            | 126.232             | 7      |  |
| Thành phố Bayside           | City of Bayside               | Sandringham     | Ngoại thành | 15 tháng 12 năm 1994 | 36            | 14            | 101.321             | 7      |  |
| Thành phố Boroondara        | City of Boroondara            | Camberwell      | Ngoại thành | 22 tháng 6 năm 1994  | 60            | 23            | 174.787             | 10     |  |
| Thành phố Brimbank          | City of Brimbank              | Sunshine        | Ngoại thành | 15 tháng 12 năm 1994 | 123           | 47            | 199.432             | 11     |  |
| Thành phố Darebin           | City of Darebin               | Preston         | Ngoại thành | 22 tháng 6 năm 1994  | 53            | 20            | 150.881             | 9      |  |
| Thành phố Glen Eira         | City of Glen Eira             | Caulfield North | Ngoại thành | 15 tháng 12 năm 1994 | 39            | 15            | 146.303             | 9      |  |
| Thành phố Hobsons Bay       | City of Hobsons Bay           | Altona          | Ngoại thành | 22 tháng 6 năm 1994  | 65            | 25            | 92.761              | 7      |  |
| Thành phố Kingston          | City of Kingston              | Cheltenham      | Ngoại thành | 15 tháng 12 năm 1994 | 91            | 35            | 154.477             | 9      |  |
| Thành phố Manningham        | City of Manningham            | Doncaster       | Ngoại thành | 15 tháng 12 năm 1994 | 113           | 44            | 119.442             | 9      |  |
| Thành phố Maribyrnong       | City of Maribyrnong           | Footscray       | Ngoại thành | 15 tháng 12 năm 1994 | 31            | 12            | 83.515              | 7      |  |
| Thành phố Monash            | City of Monash                | Glen Waverley   | Ngoại thành | 15 tháng 12 năm 1994 | 82            | 32            | 187.286             | 11     |  |
| Thành phố Moonee Valley     | City of Moonee Valley         | Moonee Ponds    | Ngoại thành | 15 tháng 12 năm 1994 | 44            | 17            | 119.583             | 9      |  |
| Thành phố Moreland          | City of Moreland              | Coburg          | Ngoại thành | 22 tháng 6 năm 1994  | 51            | 20            | 166.770             | 11     |  |
| Thành phố Whitehorse        | City of Whitehorse            | Nunawading      | Ngoại thành | 15 tháng 12 năm 1994 | 64            | 25            | 165.557             | 10     |  |
| Quận Cardinia               | Shire of Cardinia             | Officer         | Ven đô      | 15 tháng 12 năm 1994 | 1.281         | 495           | 90.884              | 9      |  |
| Thành phố Casey             | City of Casey                 | Narre Warren    | Ven đô      | 15 tháng 12 năm 1994 | 410           | 158           | 292.211             | 11     |  |
| Thành phố Frankston         | City of Frankston             | Frankston       | Ven đô      | 15 tháng 12 năm 1994 | 131           | 51            | 135.971             | 9      |  |
| Thành phố Greater Dandenong | City of Greater Dandenong     | Dandenong       | Ven đô      | 15 tháng 12 năm 1994 | 130           | 50            | 152.739             | 11     |  |
| Thành phố Hume              | City of Hume                  | Broadmeadows    | Ven đô      | 15 tháng 12 năm 1994 | 503           | 194           | 194.006             | 11     |  |
| Thành phố Knox              | City of Knox                  | Wantirna South  | Ven đô      | 16 tháng 10 năm 1963 | 114           | 44            | 155.681             | 9      |  |
| Thành phố Maroondah         | City of Maroondah             | RIngwood East   | Ven đô      | 15 tháng 12 năm 1994 | 61            | 24            | 112.310             | 9      |  |
| Thành phố Melton            | City of Melton                | Melton          | Ven đô      | 16 tháng 9 năm 1862  | 527           | 203           | 132.752             | 7      |  |
| Quận Mornington Peninsula   | Shire of Mornington Peninsula | Rosebud         | Ven đô      | 15 tháng 12 năm 1994 | 723           | 279           | 155.015             | 11     |  |
| Quận Nillumbik              | Shire of Nillumbik            | Eltham          | Ven đô      | 15 tháng 12 năm 1994 | 435           | 168           | 62.602              | 7      |  |
| Thành phố Whittlesea        | City of Whittlesea            | South Morang    | Ven đô      | 12 tháng 12 năm 1862 | 490           | 189           | 195.397             | 11     |  |
| Thành phố Wyndham           | City of Wyndham               | Werribee        | Ven đô      | 6 tháng 10 năm 1862  | 542           | 209           | 209.847             | 11     |  |
| Quận Yarra Ranges           | Shire of Yarra Ranges         | Lilydale        | Ven đô      | 15 tháng 12 năm 1994 | 2.470         | 954           | 150.661             | 9      |  |

### Vùng Tây Nam
| Chính quyền địa phương       | Chính quyền địa phương  | Trụ sở hội đồng | Vùng    | Thành lập | Diện tích km² | Dân số (2011) | Ghi chú | Bản đồ |  |
| Tên gọi                      | Tên tiếng Anh           | Trụ sở hội đồng | Vùng    | Thành lập | Diện tích km² | Dân số (2011) | Ghi chú | Bản đồ |  |
| ---------------------------- | ----------------------- | --------------- | ------- | --------- | ------------- | ------------- | ------- | ------ |  |
| Quận Colac Otway             | Colac Otway Shire       | Colac           | Tây Nam | 1994      | 3.433         | 1.325         |         |        |  |
| Quận Golden Plains           | Golden Plains Shire     | Bannockburn     | Tây Nam | 1994      | 2.704         | 1.044         |         |        |  |
| Thành phố Greater Geelong    | City of Greater Geelong | Geelong         | Tây Nam | 1993      | 1.240         | 479           |         |        |  |
| Thị trấn tự trị Queenscliffe | Borough of Queenscliffe | Queenscliff     | Tây Nam | 1863      | 9             | 3             |         |        |  |
| Quận Surf Coast              | Surf Coast Shire        | Torquay         | Tây Nam | 1994      | 1.560         | 602           |         |        |  |

### Vùng Central Highlands và Goldfields
| Chính quyền địa phương    | Chính quyền địa phương      | Trụ sở hội đồng | Vùng                            | Thành lập | Diện tích km² | Dân số (2011) | Ghi chú | Bản đồ |
| Tên gọi                   | Tên tiếng Anh               | Trụ sở hội đồng | Vùng                            | Thành lập | Diện tích km² | Dân số (2011) | Ghi chú | Bản đồ |
| ------------------------- | --------------------------- | --------------- | ------------------------------- | --------- | ------------- | ------------- | ------- | ------ |
| Thành phố Ballarat        | City of Ballarat            | Ballarat        | Central Highlands và Goldfields | 1994      | 740           | 286           |         |        |
| Quận Central Goldfields   | Shire of Central Goldfields | Maryborough     | Central Highlands và Goldfields | 1995      | 1.534         | 592           |         |        |
| Thành phố Greater Bendigo | City of Greater Bendigo     | Bendigo         | Central Highlands và Goldfields | 1994      | 3.048         | 1.177         |         |        |
| Quận Hepburn              | Shire of Hepburn            | Daylesford      | Central Highlands và Goldfields | 1995      | 1.470         | 568           |         |        |
| Quận Loddon               | Shire of Loddon             | Wedderburn      | Central Highlands và Goldfields | 1995      | 6.694         | 2.585         |         |        |
| Quận Macedon Ranges       | Shire of Macedon Ranges     | Kyneton         | Central Highlands và Goldfields | 1994      | 1.747         | 675           |         |        |
| Quận Mitchell             | Shire of Mitchell           | Broadford       | Central Highlands và Goldfields | 1994      | 2.862         | 1.105         | \|      |        |
| Quận Moorabool            | Shire of Moorabool          | Ballan          | Central Highlands và Goldfields | 1994      | 2.110         | 815           |         |        |
| Quận Mount Alexander      | Shire of Mount Alexander    | Castlemaine     | Central Highlands và Goldfields | 1995      | 1.529         | 590           |         |        |

### Vùng Goulburn Valley
| Chính quyền địa phương       | Chính quyền địa phương     | Trụ sở hội đồng | Vùng            | Thành lập | Diện tích km² | Dân số (2011) | Ghi chú | Bản đồ |
| Tên gọi                      | Tên tiếng Anh              | Trụ sở hội đồng | Vùng            | Thành lập | Diện tích km² | Dân số (2011) | Ghi chú | Bản đồ |
| ---------------------------- | -------------------------- | --------------- | --------------- | --------- | ------------- | ------------- | ------- | ------ |
| Quận Campaspe                | Shire of Campaspe          | Echuca          | Goulburn Valley | 1994      | 4.517         | 1.744         |         |        |
| Thành phố Greater Shepparton | City of Greater Shepparton | Shepparton      | Goulburn Valley | 1994      | 2.420         | 934           |         |        |
| Quận Moira                   | Shire of Moira             | Cobram          | Goulburn Valley | 1963      | 4.078         | 1.575         |         |        |
| Quận Strathbogie             | Shire of Strathbogie       | Euroa           | Goulburn Valley | 1994      | 3.302         | 1.275         |         |        |

### Vùng Đông Bắc
| Chính quyền địa phương                | Chính quyền địa phương       | Trụ sở hội đồng    | Vùng     | Thành lập | Diện tích km² | Dân số (2011) | Ghi chú | Bản đồ |  |
| Tên gọi                               | Tên tiếng Anh                | Trụ sở hội đồng    | Vùng     | Thành lập | Diện tích km² | Dân số (2011) | Ghi chú | Bản đồ |  |
| ------------------------------------- | ---------------------------- | ------------------ | -------- | --------- | ------------- | ------------- | ------- | ------ |  |
| Quận Alpine                           | Alpine Shire                 | Bright             | Đông Bắc | 1994      | 5.005         | 1.932         |         |        |  |
| Thành phố Nông thôn Benalla           | Rural City of Benalla        | Benalla            | Đông Bắc | 2002      | 2.351         | 908           |         |        |  |
| Khu Nghỉ mát Núi tuyết Falls Creek    | Falls Creek Alpine Resort    | Vùng chưa hợp nhất | Đông Bắc | 1997      | 16            | 6             |         |        |  |
| Quận Indigo                           | Shire of Indigo              | Beechworth         | Đông Bắc | 1994      | 2.044         | 789           |         |        |  |
| Khu Nghỉ mát Núi tuyết Lake Mountain  | Lake Mountain Alpine Resort  | Vùng chưa hợp nhất | Đông Bắc | 1997      | 4             | 2             |         |        |  |
| Quận Mansfield                        | Shire of Mansfield           | Mansfield          | Đông Bắc | 2002      | 3.892         | 1.503         |         |        |  |
| Khu Nghỉ mát Núi tuyết Mount Buller   | Mount Buller Alpine Resort   | Vùng chưa hợp nhất | Đông Bắc | 1997      | 23            | 9             |         |        |  |
| Khu Nghỉ mát Núi tuyết Mount Hotham   | Mount Hotham Alpine Resort   | Vùng chưa hợp nhất | Đông Bắc | 1997      | 29            | 11            |         |        |  |
| Khu Nghỉ mát Núi tuyết Mount Stirling | Mount Stirling Alpine Resort | Vùng chưa hợp nhất | Đông Bắc | 1997      | 28            | 11            |         |        |  |
| Quận Murrindindi                      | Shire of Murrindindi         | Alexandra          | Đông Bắc | 1994      | 3.889         | 1.502         |         |        |  |
| Quận Towong                           | Shire of Towong              | Tallangatta        | Đông Bắc | 1994      | 6.673         | 2.576         |         |        |  |
| Thành phố Nông thôn Wangaratta        | Rural City of Wangaratta     | Wangaratta         | Đông Bắc | 1997      | 3.764         | 1.453         |         |        |  |
| Thành phố Wodonga                     | City of Wodonga              | Wodonga            | Đông Bắc | 1876      | 433           | 167           |         |        |  |

### Vùng Gippsland
| Chính quyền địa phương               | Chính quyền địa phương      | Trụ sở hội đồng    | Vùng      | Thành lập | Diện tích km² | Dân số (2011) | Ghi chú | Bản đồ |  |
| Tên gọi                              | Tên tiếng Anh               | Trụ sở hội đồng    | Vùng      | Thành lập | Diện tích km² | Dân số (2011) | Ghi chú | Bản đồ |  |
| ------------------------------------ | --------------------------- | ------------------ | --------- | --------- | ------------- | ------------- | ------- | ------ |  |
| Quận Bass Coast                      | Bass Coast Shire            | Wonthaggi          | Gippsland | 1994      | 859           | 332           |         |        |  |
| Quận Baw Baw                         | Shire of Baw Baw            | Warragul           | Gippsland | 1994      | 4.031         | 1.556         |         |        |  |
| Quận East Gippsland                  | Shire of East Gippsland     | Bairnsdale         | Gippsland | 1994      | 20.931        | 8.082         |         |        |  |
| Thành phố Latrobe                    | City of Latrobe             | Morwell            | Gippsland | 1994      | 1.422         | 549           |         |        |  |
| Khu Nghỉ mát Núi tuyết Mount Baw Baw | Mount Baw Baw Alpine Resort | Vùng chưa hợp nhất | Gippsland | 1997      | 4             | 2             |         |        |  |
| Quận South Gippsland                 | South Gippsland Shire       | Leongatha          | Gippsland | 1994      | 3.305         | 1.276         |         |        |  |
| Quận Wellington                      | Shire of Wellington         | Sale               | Gippsland | 1994      | 10.989        | 4.243         |         |        |  |

### Vùng Western District
| Chính quyền địa phương     | Chính quyền địa phương      | Trụ sở hội đồng | Vùng             | Thành lập | Diện tích km² | Dân số (2011) | Bản đồ |  |
| Tên gọi                    | Tên tiếng Anh               | Trụ sở hội đồng | Vùng             | Thành lập | Diện tích km² | Dân số (2011) | Bản đồ |  |
| -------------------------- | --------------------------- | --------------- | ---------------- | --------- | ------------- | ------------- | ------ |  |
| Thành phố Nông thôn Ararat | Rural City of Ararat        | Ararat          | Western District | 1994      | 4.230         | 1.633         | 11.183 |  |
| Quận Corangamite           | Corangamite Shire           | Camperdown      | Western District | 1994      | 4.404         | 1.700         | 16.376 |  |
| Quận Glenelg               | Shire of Glenelg            | Portland        | Western District | 1994      | 6.213         | 2.399         | 19.575 |  |
| Quận Moyne                 | Shire of Moyne              | Port Fairy      | Western District | 1994      | 5.478         | 2.115         | 15.955 |  |
| Quận Pyrenees              | Pyrenees Shire              | Beaufort        | Western District | 1994      | 3.433         | 1.325         | 6.669  |  |
| Quận Southern Grampians    | Shire of Southern Grampians | Hamilton        | Western District | 1994      | 6.652         | 2.568         | 16.359 |  |
| Thành phố Warrnambool      | City of Warrnambool         | Warrnambool     | Western District | 1855      | 120           | 46            | 32.029 |  |

### Vùng Wimmera
| Chính quyền địa phương      | Chính quyền địa phương      | Trụ sở hội đồng | Vùng    | Thành lập | Diện tích km² | Dân số (2011) | Ghi chú | Bản đồ |  |
| Tên gọi                     | Tên tiếng Anh               | Trụ sở hội đồng | Vùng    | Thành lập | Diện tích km² | Dân số (2011) | Ghi chú | Bản đồ |  |
| --------------------------- | --------------------------- | --------------- | ------- | --------- | ------------- | ------------- | ------- | ------ |  |
| Quận Hindmarsh              | Shire of Hindmarsh          | Nhill           | Wimmera | 1995      | 7.527         | 2.906         |         |        |  |
| Thành phố Nông thôn Horsham | Rural City of Horsham       | Horsham         | Wimmera | 1995      | 4.239         | 1.637         |         |        |  |
| Quận Northern Grampians     | Shire of Northern Grampians | Stawell         | Wimmera | 1995      | 5.918         | 2.285         |         |        |  |
| Quận West Wimmera           | Shire of West Wimmera       | Edenhope        | Wimmera | 1995      | 9.107         | 3.516         |         |        |  |
| Quận Yarriambiack           | Shire of Yarriambiack       | Warracknabeal   | Wimmera | 1995      | 7.310         | 2.822         |         |        |  |

### Vùng Mallee
| Chính quyền địa phương        | Chính quyền địa phương  | Trụ sở hội đồng | Vùng       | Thành lập | Diện tích km² | Dân số (2011) | Ghi chú | Bản đồ |  |
| Tên gọi                       | Tên tiếng Anh           | Trụ sở hội đồng | Vùng       | Thành lập | Diện tích km² | Dân số (2011) | Ghi chú | Bản đồ |  |
| ----------------------------- | ----------------------- | --------------- | ---------- | --------- | ------------- | ------------- | ------- | ------ |  |
| Quận Buloke                   | Shire of Buloke         | Wycheproof      | The Mallee | 1995      | 8.004         | 3.090         |         |        |  |
| Quận Gannawarra               | Shire of Gannawarra     | Kerang          | The Mallee | 1995      | 3.732         | 1.441         |         |        |  |
| Thành phố Nông thôn Mildura   | Rural City of Mildura   | Mildura         | The Mallee | 1995      | 22.214        | 8.577         |         |        |  |
| Thành phố Nông thôn Swan Hill | Rural City of Swan Hill | Swan Hill       | The Mallee | 1995      | 6.103         | 2.356         |         |        |  |